# Thomas Dufter (skoczek narciarski)
Thomas Dufter (ur. 31 stycznia 1996) – niemiecki skoczek narciarski, reprezentant klubu SC Hammer.
W lutym 2011 zdobył złoty medal w rywalizacji indywidualnej na OPA Games w Baiersbronn. W styczniu 2012 zadebiutował w FIS Cupie, plasując się dwukrotnie na 45. miejscu zawodów w Predazzo. W lutym 2013 wziął udział w Zimowym Olimpijskim Festiwalu Młodzieży Europy 2013. W zawodach indywidualnych był 11., a w konkursach drużynowych zdobył medale: srebrny w męskim i złoty w mieszanym. W sierpniu 2013 w Zakopanem zdobył punkty FIS Cupu, zajmując 21. i 7. miejsce, a we wrześniu w Klingenthal wystąpił w konkursie Pucharu Kontynentalnego, zajmując 57. miejsce. W międzynarodowych zawodach rangi FIS po raz ostatni startował w lutym 2014, zajmując 34. i 48. miejsce w konkursach Alpen Cupu w Kranju.

## Zimowy olimpijski festiwal młodzieży Europy

### Indywidualnie
| 2013 Râșnov | – | 11. miejsce |

### Drużynowo
| 2013 Râșnov | – | srebrny medal, złoty medal (drużyna mieszana) |

### Starty T. Duftera na zimowym olimpijskim festiwalu młodzieży Europy – szczegółowo
| Miejsce | Dzień     | Rok  | Miejscowość | Skocznia                    | Punkt K | HS     | Konkurs      | Skok 1 | Skok 2 | Nota                  | Strata   | Zwycięzca  |
| ------- | --------- | ---- | ----------- | --------------------------- | ------- | ------ | ------------ | ------ | ------ | --------------------- | -------- | ---------- |
| 11.     | 18 lutego | 2013 | Râșnov      | Trambulina Valea Cărbunării | K-90    | HS-100 | indywid.     | 92,0 m | 87,5 m | 222,0 pkt             | 39,0 pkt | Cene Prevc |
| 2.      | 20 lutego | 2013 | Râșnov      | Trambulina Valea Cărbunării | K-90    | HS-100 | druż.        | 95,5 m | 94,0 m | 952,0 pkt (242,0 pkt) | 35,5 pkt | Słowenia   |
| 1.      | 22 lutego | 2013 | Râșnov      | Trambulina Valea Cărbunării | K-65    | HS-72  | druż. miesz. | 60,0 m | 60,5 m | 888,5 pkt (199,5 pkt) | –        | –          |